# Флорина (ном)
Флорина (грец. Φλώρινα) — ном в Греції, розташований в периферії Західна Македонія. Столиця — місто Флорина.

## Муніципалітети і комуни
| Муніципалітет | YPES код | Місцева влада (якщо відрізняється) | Поштовий код | Тел. код |
| ------------- | -------- | ---------------------------------- | ------------ | -------- |
| Етос          | 5001     |                                    | 530 75       | -        |
| Амінтео       | 5002     |                                    | 532 00       | 23860-2  |
| Філотас       | 5011     |                                    | 530 70       | 24630-41 |
| Флорина       | 5012     |                                    | 531 00       | 23850-2  |
| Като-Клінес   | 5004     |                                    | 531 00       | 23850-1  |
| Меліті        | 5007     | Неохоракі                          | 530 71       | 23850-42 |
| Перасма       | 5009     |                                    | 531 00       | 23850-3  |
| Преспес       | 5010     | Лемос                              | 530 77       | 23850-51 |
| Комуна        | YPES код | Місцева влада (якщо відрізняється) | Поштовий код | Тел. код |
| Крісталлорігі | 5005     |                                    | 530 77       | 23850-45 |
| Лехово        | 5006     |                                    | 530 73       | 23850-45 |
| Німфео        | 5008     |                                    | 530 78       | 23860-3  |
| Варіко        | 5003     |                                    | 500 05       | 24670-94 |

## Відомі особистості
22.02.1874 в Смардеші, Османська імперія, сьогодні Кристаллопігі, ном Флорина, Греція народився Василь Христов Чекаларов, болгарський революціонер і один з лідерів Внутрішньої македоно-адріанопольської революційної організації в Македонії. Він був убитий грецькими військами під час Другої Балканської війни 9 липня 1913 в Белкамені, сьогодні Дросопігі, ном Флорина. Його голова була публічно виставлена у Флорині.